# Molineux Stadium
Le Molineux Stadium est un stade de football localisé à Wolverhampton, en Angleterre. C'est l'enceinte du club des Wolverhampton Wanderers.

## Histoire
Ce stade de 31 700 places fut inauguré le 2 septembre 1889. Il tire son nom de Benjamin Molineux, riche marchand du XVIIe siècle, sur les terrains duquel il a été bâti. Son record d'affluence est de 61 315 spectateurs le 11 février 1939 pour un match de FA Challenge Cup Wolverhampton Wanderers FC-Liverpool Football Club. Le terrain fut équipé d'un système d'éclairage pour les matchs en nocturne en septembre 1953.
En 1972, le stade a accueilli la finale aller de la toute première Coupe de l'UEFA. Le match opposait Tottenham aux Wolverhampton Wanderers.
La rose 'Molineux' a été nommée en son hommage par le rosiériste David Austin en 1994.